# Włodzimierz Pawlak
Włodzimierz Pawlak (ur. 15 kwietnia 1957 w Korytowie k. Żyrardowa) – polski malarz, performer, poeta, teoretyk sztuki i pedagog.

## Życiorys
W latach 1980–1985 studiował w Warszawskiej Akademii Sztuk Pięknych, dyplom uzyskał w pracowni Rajmunda Ziemskiego. W trakcie studiów założył grupę artystyczną „Gruppa”, nawiązując współpracę z Ryszardem Grzybem, Pawłem Kowalewskim, Jarosławem Modzelewskim, Markiem Sobczykiem i Ryszardem Woźniakiem. Od 1984 roku wraz z Gruppą wydawał czasopismo „Oj Dobrze Już”. Dwa lata później zaczął wykładać na macierzystej uczelni. Prace z pierwszej połowy lat 80. były silnie zakorzenione w problematyce społeczno-politycznej, stanowiły pełen ironii i specyficznego humoru komentarz do sytuacji w kraju. Po tej fazie twórczości odwołującej się bezpośrednio do otaczającej artystę rzeczywistości powrócił on do refleksji teoretycznej, analizy formy, koloru, faktury. Tworzył prace monochromatyczne, eksperymentował z linią odciskaną przez zamoczony w farbie sznurek, malował obrazy składające się z grubych wałków wyciśniętej kolorowej farby. W jego dziełach można znaleźć bardzo wiele odwołań do mistrzów malarstwa, wchodzi w dialogi z Władysławem Strzemińskim, Kazimierzem Malewiczem i Romanem Opałką.

## Nagrody
- 2017 - laureat Nagrody im. Jana Cybisa